# Tonica (Illinois)
Tonica is een plaats (village) in de Amerikaanse staat Illinois, en valt bestuurlijk gezien onder La Salle County.

## Demografie
Bij de volkstelling in 2000 werd het aantal inwoners vastgesteld op 685. In 2006 is het aantal inwoners door het United States Census Bureau geschat op 695, een stijging van 10 (1,5%).

## Geografie
Volgens het United States Census Bureau beslaat de plaats een oppervlakte van 3,5 km², geheel bestaande uit land. Tonica ligt op ongeveer 201 m boven zeeniveau.

## Plaatsen in de nabije omgeving
De onderstaande figuur toont nabijgelegen plaatsen in een straal van 12 km rond Tonica.